# ETR 200
L'ETR.200 (ETR pour Elettro Treno Rapido) est la première rame de train électrique mondiale à vitesse élevée, construite à partir de 1936, alors que pratiquement tous les réseaux mondiaux fonctionnent quasiment entièrement à la vapeur. Ce convoi électrique de toute nouvelle conception, avec l'intégration de la locomotive dans la rame même et pouvant rouler indifféremment dans les deux sens de marche, représenta une véritable révolution dans le monde ferroviaire. Faire circuler sur des voies normales un convoi de ce type à une vitesse de 200 km/h fut une des raisons de l'orgueil national italien dans ce domaine.

## Histoire
Dans les années 1930, les chemins de fer italiens, Ferrovie dello Stato, ont lancé un plan ambitieux de renouvellement de leur réseau avec l'électrification de l'axe nord-sud, la ligne  Milan-Bologne-Florence-Rome-Naples et en construisant les premières liaisons directes rapides entre grandes agglomérations.
À l'origine, la rame ETR.200 devait être simplement un train léger et rapide, mais le gouvernement fasciste de Benito Mussolini décida d'en faire le porte-drapeau de l'industrie italienne, comme il l'avait fait avec grand succès pour l'automobile et ses voitures de course et l'aviation.
En 1934, les premières études sur ce projet portèrent sur des technologies entièrement nouvelles pour chaque élément et composant, du carénage aérodynamique aux aciers spéciaux. Les extrémités furent étudiées dans la soufflerie de l'École polytechnique de Turin, ce qui justifie l'invention des têtes de train en forme de tête de vipère qui restera la référence des rames des FS en la matière pendant des décennies. Ce profilage de l'avant des trains a continué à rester le même jusqu'à nos jours, chez tous les constructeurs.
Le 11 juin 1936, la société Breda C.F. (Società Italiana Ernesto Breda) livre le premier exemplaire : une rame insécable avec une puissance distribuée, composée de deux extrémités identiques, la face avant profilée, et d'une voiture centrale intermédiaire comportant un restaurant. La rame était montée sur quatre bogies (deux bogies Jacobs intermédiaires) de type « Cm 1000 » dont deux étaient équipés de moteurs « T 62-R-100 » simples et les deux bogies d'extrémité de deux moteurs identiques chacun, un carénage enveloppant complet, des protections aérodynamiques sur les liaisons entre caisses et des pantographes à double structure en losange.
Bien qu'initialement conçu pour une vitesse maximale de 175 km/h, les essais ont mis en évidence un léger problème de contact avec la caténaire au-delà de 130 km/h. Le problème fut rapidement réglé et le 20 juillet 1939, la rame ETR.212 bat le record mondial de vitesse sur rail à 203 km/h. 
Les premiers trains sont mis en service en 1937 sur la ligne Bologne-Rome-Naples. Cette première série, à la différence de celle qui suivra, comportait des places en première et seconde classe, alors que plus tard, la grande vitesse fut classée "service de luxe" et les rames furent équipées uniquement avec de larges fauteuils inclinables de première classe.
Les rames ETR.200 disposaient d'un raffinement inconnu auparavant, comme la climatisation avec une installation Dell'Orto, des thermostats automatiques, des fenêtres panoramiques et des fauteuils inclinables. Les rames ETR.200 étaient les plus belles rames et les plus rapides d'Europe, voire du monde. Très fier de cette réalisation, Benito Mussolini en fit envoyer un exemplaire aux États-Unis qui sera exposée à l'exposition universelle de 1939 à New York.
Le 6 décembre 1937, une rame de démonstration ETR 200 accueillit à son bord plusieurs délégations étrangères, dont notamment une délégation française très fournie, pour effectuer le voyage entre Rome et Naples à la vitesse de 201 km/h. La rame avait été fabriquée l'année précédente par Breda C.F. et avait été tirée au sort parmi les six exemplaires de cette série. 
Le 20 juillet 1939 l'ETR.212, piloté par le mécanicien Cervellati, établira le record mondial de vitesse sur longue distance de 203 km/h entre Florence et Milan. Il faut rappeler que les voies de l'époque n'étaient pas conçues pour de telles vitesses et qu'elles étaient parsemées de gares et d'aiguillages standards. La propagande fasciste annonça cette nouvelle et certains crurent que c'était le Duce, lui-même qui était aux commandes. Mais Mussolini n'était pas dans la rame, c'est son ministre des Communications Antonio Stefano Benni qui voyagea à côté du mécanicien et qui, à l'arrivée, envoya un télégramme à Mussolini.
En 1939, les FS commandèrent une troisième série de ces fameuses rames mais la Seconde Guerre mondiale débutant, la livraison fut retardée. Deux des quatre rames commandées furent détruites dans les bombardements avant même leur livraison et les deux autres furent très sérieusement endommagées.
Le 15 décembre 1940, toutes les rames furent retirées car les restrictions de guerre et les contrôles incessants des personnes avaient annulé la demande de transport, notamment de luxe. Toutes les rames parquées dans les dépôts ferroviaires furent endommagées lors des bombardements. Les rames 216 et 218 seront entièrement détruites, les autres seront réparées ou reconstruites pour reprendre le service régulier à partir de 1946.
Avec la reprise économique, les rames de la série ETR.200 devinrent insuffisantes en nombre et seront secondées à partir de 1952 par les nouvelles rames ETR.300 Settebello qui allaient encore améliorer le confort et la vitesse des grands trains rapides italiens.
Tout au début des années 1960, les 8 rames furent reconverties en ETR.220, ETR.220P & ETR.240 avec l'adjonction d'une quatrième voiture. Ces rames furent intégralement reconstruites après la Seconde Guerre mondiale avec de nouvelles motorisations et resteront en service régulier jusqu'au début des années 1990. 
La rame ETR.232 a été préservée et restaurée. Elle est au dépôt FS de Pistoia et participe aux salons et expositions de matériel ferroviaire remarquable.

## L'évolution des rames ETR.200

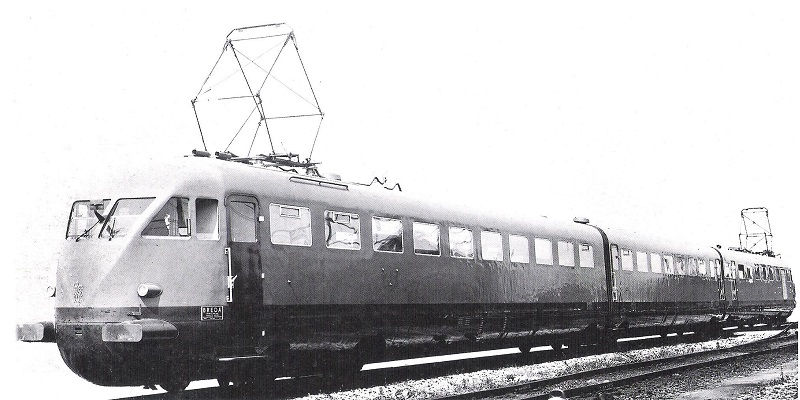
L'ETR.200.212 en 1939.

Les rames ETR.200 construites par Breda Costruzioni Ferroviarie ont fait l'objet de 3 séries :
- la première, a porté sur les automotrices 201 à 206, commande du 21 septembre 1934 et livraison entre juin et novembre 1936. Ces rames comportent deux éléments moteurs et une remorque centrale,
- la deuxième a porté sur les automotrices 207 à 214, commande du 15 décembre 1936 et livraison entre novembre 1938 et février 1939, rames identiques à la 1re série,
- la troisième a porté sur les automotrices 215 à 218, commande du 16 avril 1939 et livraison en novembre 1941.

La climatisation montée d'origine était de marque Dell'Orto sauf pour les 3 rames ETR.200.203 - 206 & 215 qui ont des climatisations Stone. Toutes ces rames tri-caisses avaient une livrée classique des FS marron châtaigne (carénage) et Isabella (haut des caisses) avec un filet rouge intermédiaire.
Les automotrices ETR.200.216 et 218 ont été entièrement détruites par des bombardements durant la Seconde Guerre mondiale. Les autres rames ont toutes été gravement endommagées par les bombardements et ont été reconstruites pour être remises en service en 1950.

### Transformation en ETR.220 (1959)

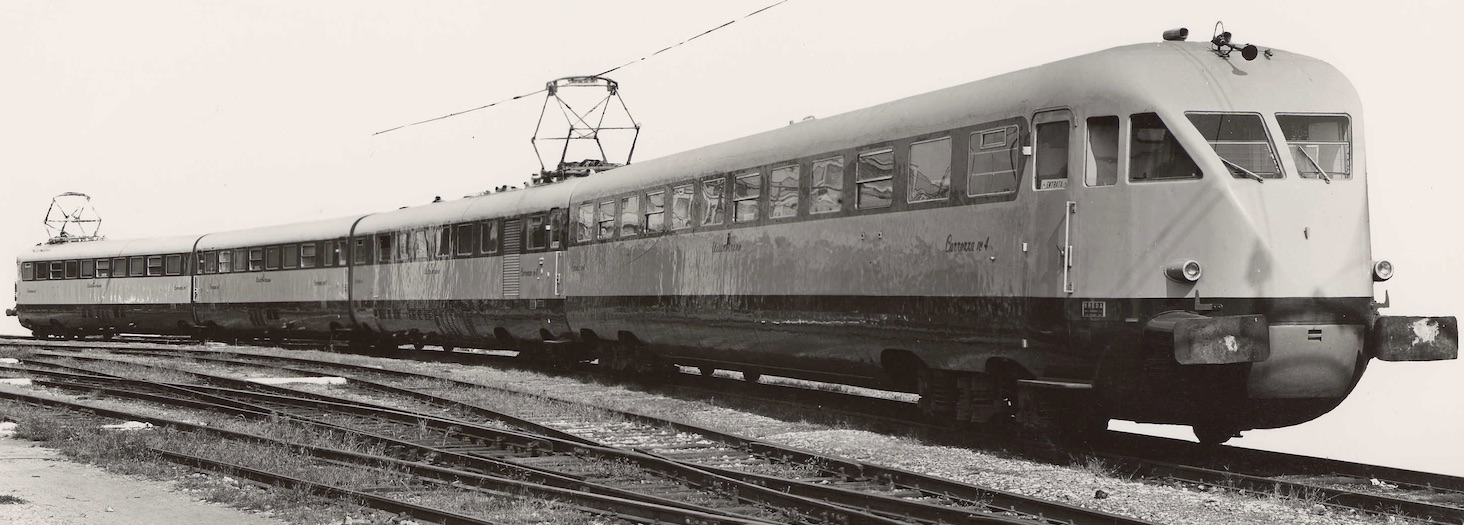
Une ETR.220 en 1961.

Dès la reprise du service régulier de ces rames après leur reconstruction d'après guerre, les FS avaient rapidement admis que leur capacité était trop limitée par rapport aux futurs besoins de la population. Ils envisagèrent d'ajouter une voiture à la rame, pour cela il fallait augmenter la puissance de traction. Les rames étant construites avec des bogies centraux de type Jacobs, cela rendait l'intégration d'une voiture plus complexe. Il fut alors décidé de découper l'avant de la motrice, la remplacer par un élément avec soufflet d'intercirculation et de placer une nouvelle voiture non-motorisée au-devant avec la pointe avant découpée de la motrice comportant la cabine de conduite. La capacité de chaque rame serait ainsi grandement augmentée jusqu'à 154 fauteuils de 1re classe.
À partir du mois de mars 1958, les FS ont lancé ce programme important de revamping de ces rames renommées ETR.220. La commande a été passée au constructeur Breda C.F. en fin d'année 1958 et toutes les rames ont été rendues modifiées entre mi-1959 et début 1960. La livrée de ces rames quadri-caisses évolua en gris - vert magnolia. La longueur totale de la rame passa à  87,55  mètres pour un poids à vide de 164 tonnes. Les 6 moteurs FS 62R.100 de 190 kW chacun remplacèrent les anciens moteurs Breda, portant la vitesse commerciale à 180 km/h même avec des pentes à 24‰ (24 pour mille). Les nouveaux pantographes FS type 52 ont été montés sur les 8 rames.

### Transformation en ETR.220P (1965)
Alors que le revamping des 8 rames ETR.200 était presque terminé chez Breda C.F., l'opérateur, les FS qui avait mis en service les nouvelles rames ETR.300 Settebello et ETR.250 Arlecchino, décida d'uniformiser les caractéristiques des ETR.220 avec celles des ETR.250 afin de les rendre interchangeables et couplables.
La motrice ETR.200.202 gardée en réserve, fut directement transformée en ETR.200.235 avec cette configuration. Elle fut presque entièrement reconstruite et équipée des mêmes bogies Z.1040 et moteur FS T.165 de 250 kW que l’ETR.250 Arlecchino. La nouvelle remorque qui n'était pas motorisée dans la version ETR.200, reçut également le bogie motorisé de l'ETR.250. La disposition des essieux passa donc de B’o(1Ao)(Ao1)B’o+2’2’ à B’o2’2’B’o+B’o2′. La vitesse maximale fut bridée à 180 km/h malgré un rapport de transmission rallongé à 35/50, toujours avec des pentes pouvant atteindre 24‰. Un troisième feu fait également son apparition. Les anciennes rames ETR.200.206 et 201 vont bénéficier de ce même traitement qui sera baptisé ETR.220P. Tous les autres éléments seront transformés lors de leur révision générale intervenue entre 1966 et 1972.
Devenues équivalentes aux ETR.250 sur le plan mécanique, ces rames pouvaient désormais leur être accouplées.

### Evolution en ETR.220 A.V.

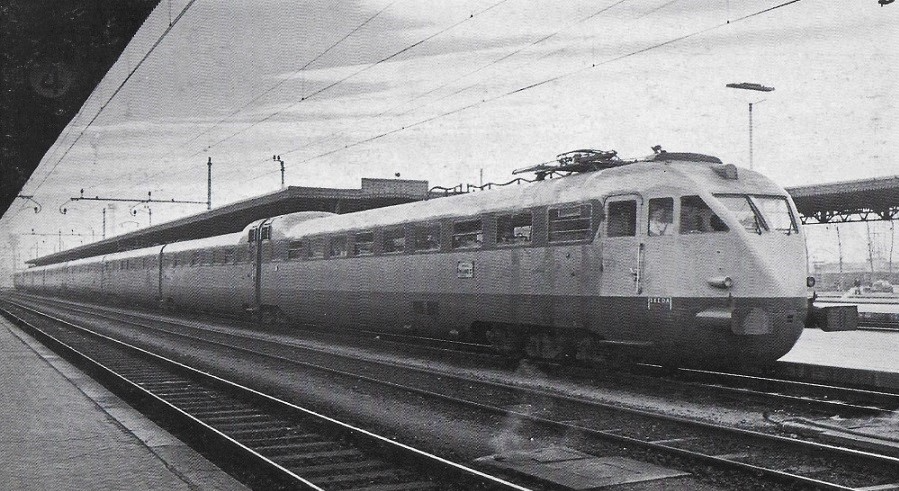
Les 231 et 230 à Verona Porta Nuova en 1971. À noter la bosse en toiture du climatiseur Stone.

L'époque était très faste en idées nouvelles et, en 1969, la direction des FS imagina, avant même que toutes les rames soient transformées en ETR.220P, de les transformer en ETR.220 A.V.. Cette  nouvelle évolution était devenue quasi évidente après la mise en service, cette année-là, de la très grande vitesse sur la ligne Rome-Naples. À l'époque, la très grande vitesse signifiait 200 km/h. Pour les trains classiques, les nouvelles motrices FS E.444 étaient plus que suffisantes tout comme les FS ALe 601 modifiées et les ETR.300 Settebello. Comme les rames ETR.250 et ETR.220P étaient bridées à 180 Km/h, il fallait éliminer cette contrainte et pour cela les équiper du freinage électrique, devenu la condition sine qua non pour garantir la sécurité. Le poids à vide des rames allait encore augmenter et passer à 186 tonnes et le rapport de transmission passa de 34/50 à 38/46 ce qui réduisait les pentes maximales franchissables de 24 à 21‰. Les FS firent également installer une cabine téléphonique dans chaque rame.
Toutes les rames ETR.220P furent ainsi transformées en ETR.220 A.V. en 1970.

### Transformation en ETR.240
Toutes les rames ETR.220 comportaient, jusqu'en 1986, une voiture destinée aux services : une bagagerie et une cuisine pour le restaurant, qui n'étaient plus utilisés. Il fut décidé d'équiper cette voiture en fauteuils pour passagers. La voiture fut quasiment reconstruite, l'intérieur comme l'extérieur, avec la suppression de la porte coulissante de la bagagerie et la création de fenêtres comme pour une voiture classique. La capacité de la rame augmenta ainsi de 50 places, passant à 205 fauteuils de 1re classe avec un local plus spacieux pour le chef de train. Un bar était toujours présent. Des freins à disque ont été installés. Cette transformation concerna 3 rames ETR.220 A.V. et fut réalisée par l'atelier ferroviaire Officine di Cittadella, de Cittadella, près de Padoue, entre novembre 1986 et décembre 1987. Ces rames ont été renommées ETR.240.

### Transformation en ETR.240P II (1re&2eclasse)

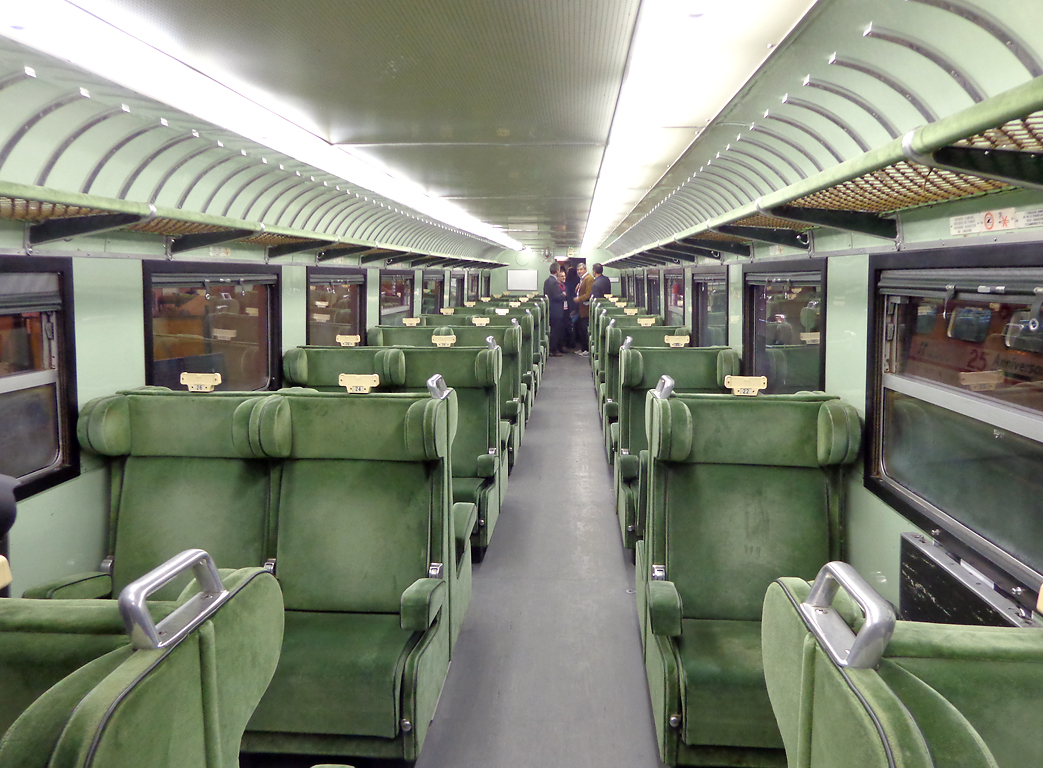
Intérieur de la rame préservée ETR.200.232.

Les années 1970 marqueront la fin des rames automotrices "légères". Avec la construction de locomotives puissantes et rapides comme les FS E.444 attelées à des voitures Grand Confort adaptés aux grandes vitesses type GC supportant 200 km/h, circulant sur de nouvelles lignes à grande vitesse comme la fameuse Direttissima entre Florence et Rome, ouverte en 1976, la raison d'être des anciens ETR ne s'imposait plus. Même si leur capacité pouvait être comparable en couplant plusieurs rames, la souplesse d'utilisation des trains classiques était un atout. Même les rames automotrices internationales TEE étaient peu à peu remplacées par des trains traditionnels avec changement de locomotive à chaque frontière avec variation d'alimentation du réseau électrifié ou non.
À partir de 1982, toutes les liaisons TEE ont été assurées par des trains classiques InterCity qui avaient l'avantage de comporter aussi des voitures de 2e classe. Ce fut une véritable révolution pour tous les opérateurs car avant cette date, les liaisons TEE étaient exclusivement 1re classe. 
Les FS se posèrent alors la question du devenir des ETR.220P. Fallait-il les radier ou les adapter aux nouvelles conditions d'exploitation sachant que des investissements importants pour les moderniser avaient déjà été récemment engagés ? Il fut naturellement décidé de les adapter en transformant des voitures de 1re en 2e classe avec une augmentation de la capacité en voyageurs passant à 240 ainsi répartie : 84 places en 1re et 156 places en 2e classe.
La transformation des 5 rames non transformées en ETR.240 fut effectuée dans les ateliers Officine di Cittadella entre les mois de janvier 1987 et mars 1989. Les motrices ETR.231 (ex 204), 235 (ex 206) et 230 (ex 209, qui avait été exposée à New York) ont été retirées du service.
Les rames ETR.220P II ont été affectées au dépôt de Milano Centrale et desservaient en liaisons rapides les lignes :
- Milan - Turin
- Milan - Turin - Gènes
- Milan - Florence - Rome - Naples
- Milan - Pescara - Foggia - Bari
- Gènes - Milan - Vérone - Venise - Trieste
- Venise - Florence

### Épilogue

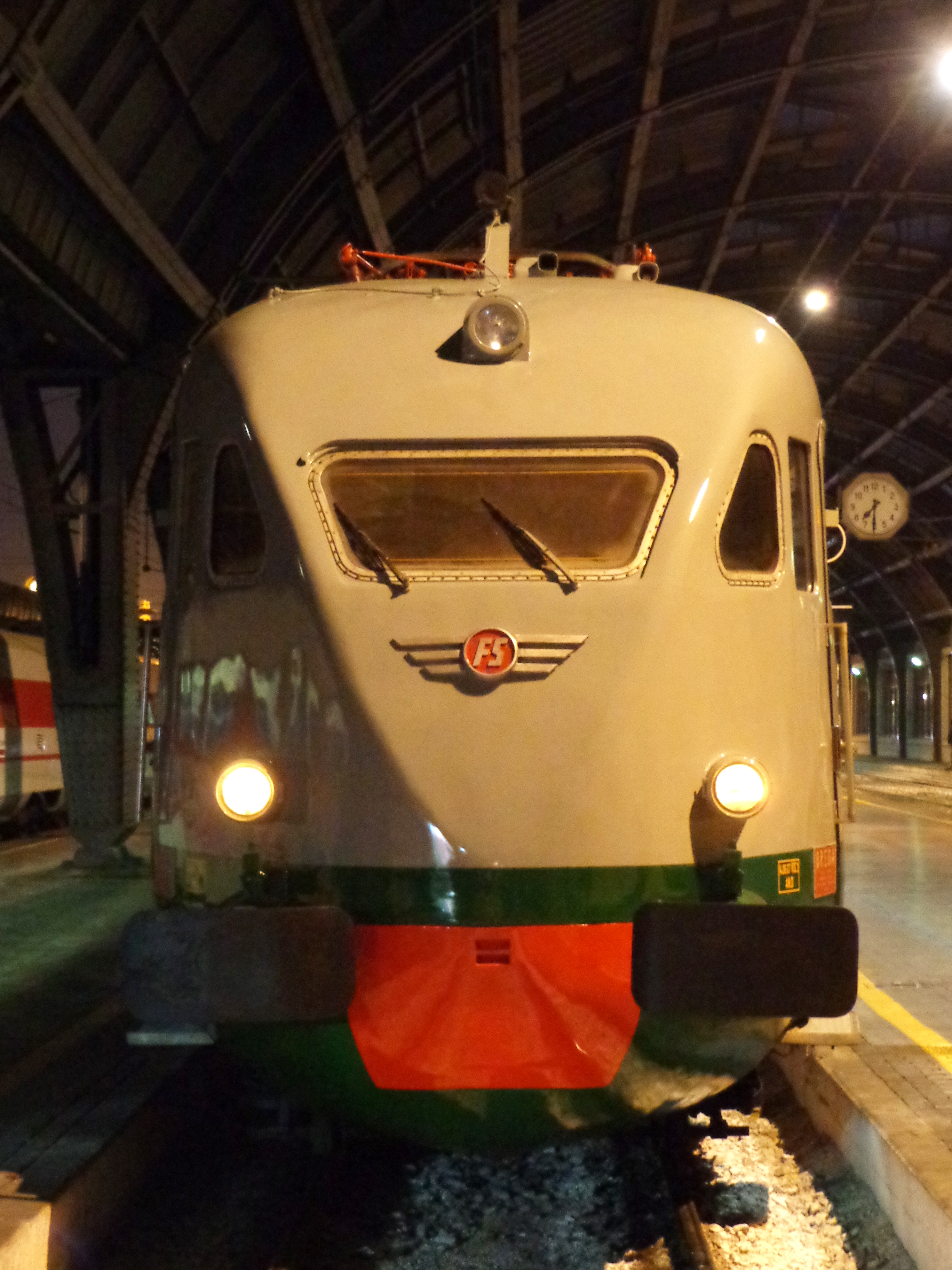
La rame 232 à Milan-Centrale en 2013.

À partir de 1987, les rames ETR.220 P II ont assuré les liaisons rapides Tevere et Pantheon entre Milan et Rome. En 1990, elles assuraient les liaisons Svevo entre Milan et Venise et Fogazzaro entre Milan et Udine, en rame double jusqu'à Vicence. A l'été 1990, pour faire face au nombre croissant de voyageurs, les rames ETR.240 ont circulé en triple mais n'arrivaient toujours pas à satisfaire la demande. Elles ont été remplacées par des trains classiques et furent transférées du dépôt de Milan à celui de Rome où ces rames ont été utilisées pendant une dizaine d'années sur les lignes Pérouse-Rome Termini et Ancône-Rome-Pescara.
En 1997, certaines rames ont été utilisées pour des liaisons vers Naples (IC Caracciolo). Le 23 mai 1998 elles effectueront leur dernière liaison rapide entre Rome et Naples, sur la ligne qui les aura vues en premier lors de leur mise en service 61 ans et un jour auparavant. Ces rames furent recyclées pour des liaisons en 2e classe uniquement sur la ligne Rome Termini-Port de Civitavecchia en correspondance avec les ferrys en provenance de Sardaigne jusqu'au 29 janvier 2000.
La rame ETR.232, qui est l'ex ETR.200.212 du record de vitesse, a été transférée à Pistoia, remise en parfait état et fait désormais partie des matériels roulants historiques et remarquables de la Fondation FS.